# Conservatoire Citroën
Le conservatoire Citroën est un ancien musée logé dans un bâtiment de 6 500 m2 inauguré en 2001 qui jouxte l'ancienne usine PSA d'Aulnay-sous-Bois.
Il ferme ses portes le 30 juin 2024.
Il regroupe un total de 370 voitures (dont la première, la Citroën Type A; les voitures de course et les concept-cars) et plusieurs kilomètres d'archives commerciales et publicitaires autrefois éparpillées sur les sites de La Ferté-Vidame, l'usine de Rennes, celle d'Aulnay-sous-Bois et dans un sous-sol de la rue Vasco-de-Gama, dans le 15e arrondissement de Paris. Il garde systématiquement au moins deux exemplaires en état de marche de chaque modèle construit par la marque depuis ses origines.
Même si le site doit déménager à Poissy, le conservatoire est ouvert au grand public et sur rendez-vous. Il accueille environ 4 300 visiteurs par an. Il est aussi ouvert aux collectionneurs, aux membres des clubs Citroën, au personnel du groupe PSA, aux journalistes et à des partenaires comme Michelin ou Total, et du public dans le cadre de visites régulières du comité départemental du tourisme. Il prête et expose de nombreux véhicules dans les salons et rassemblements de collectionneurs.
Les 64 véhicules en doublon sont vendus aux enchères le 10 décembre 2017 pour des montants supérieurs aux estimations.

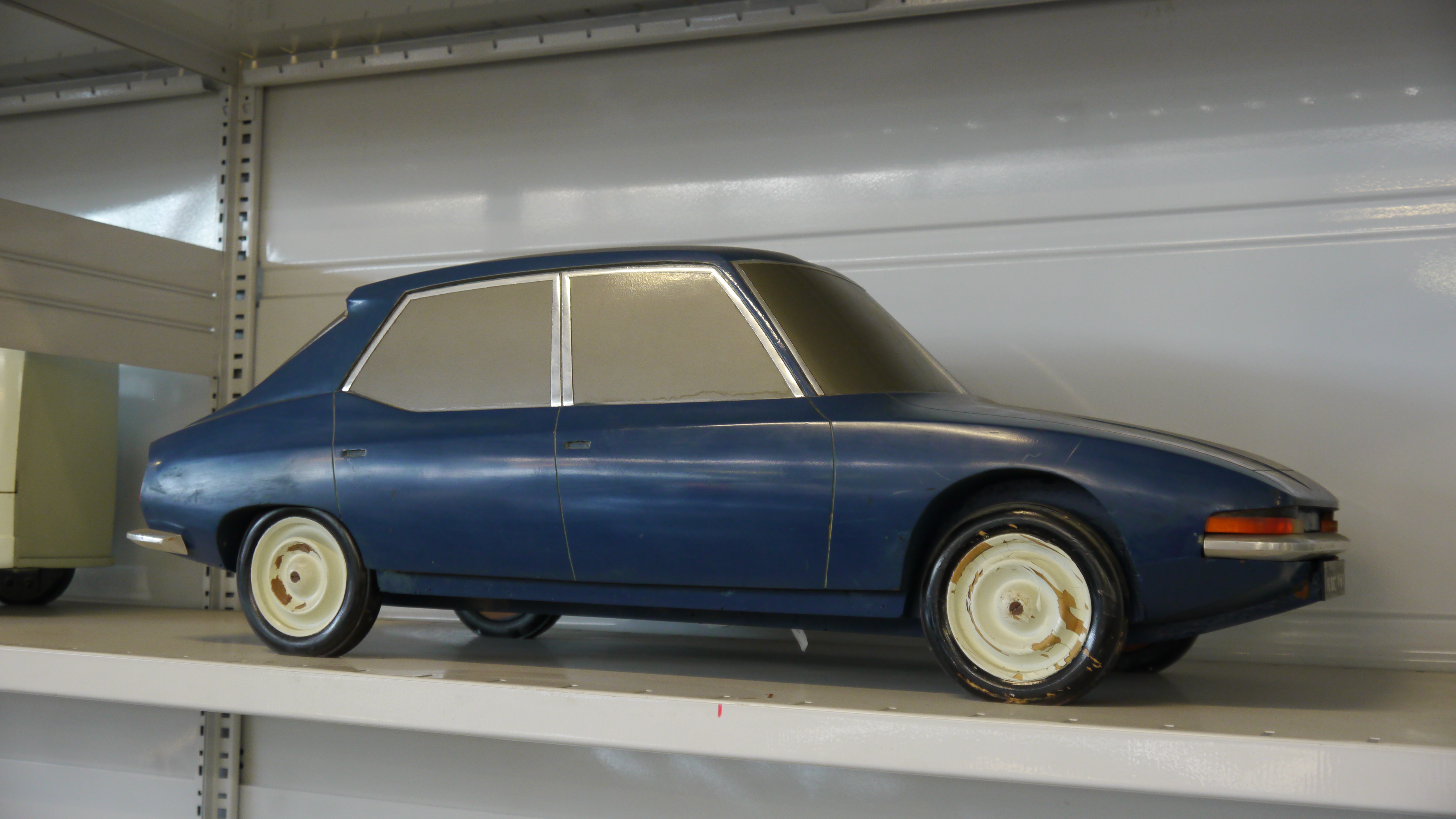
Une maquette de prototype de M35
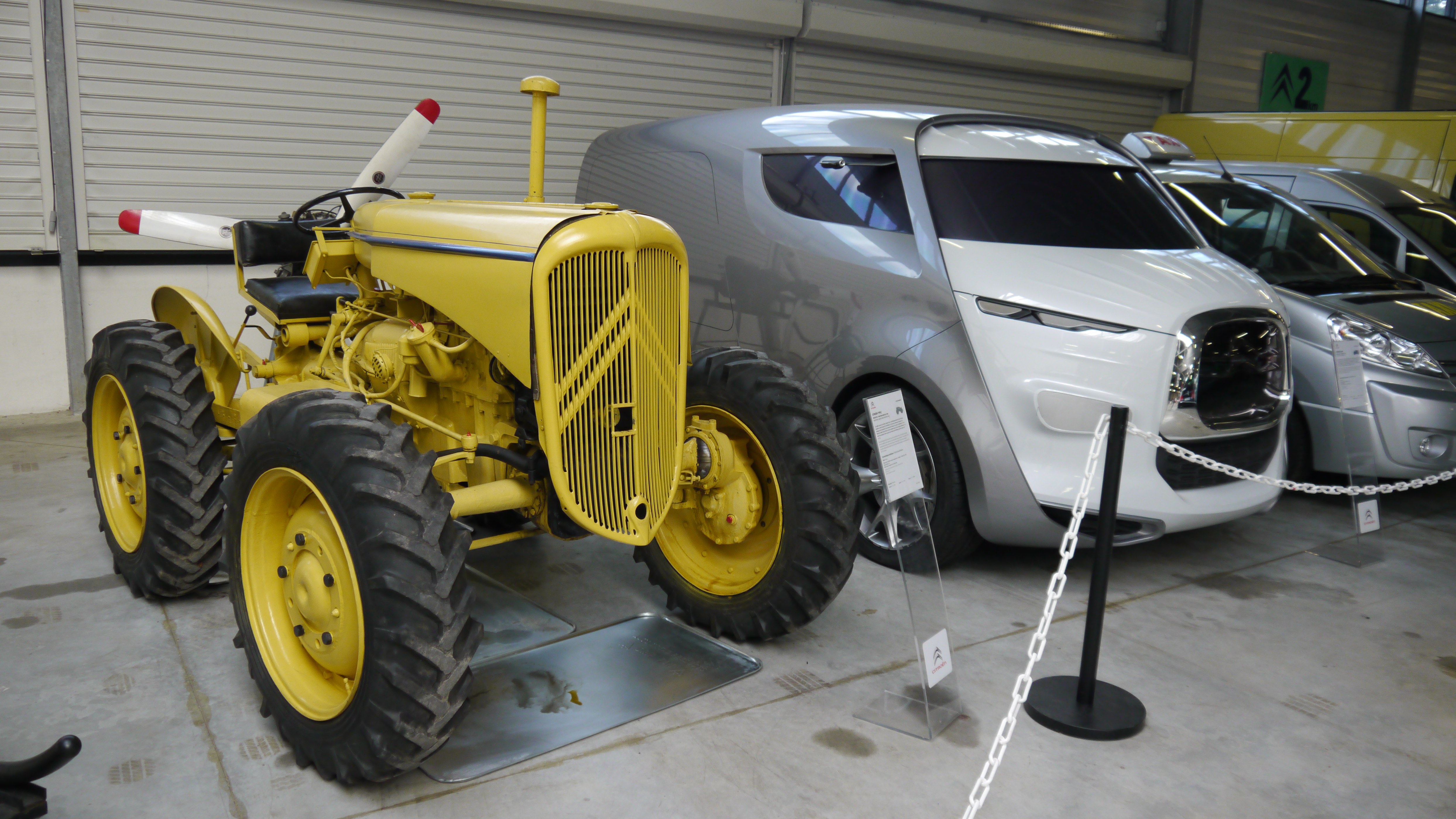
Un tracteur Type J et le prototype Tubik
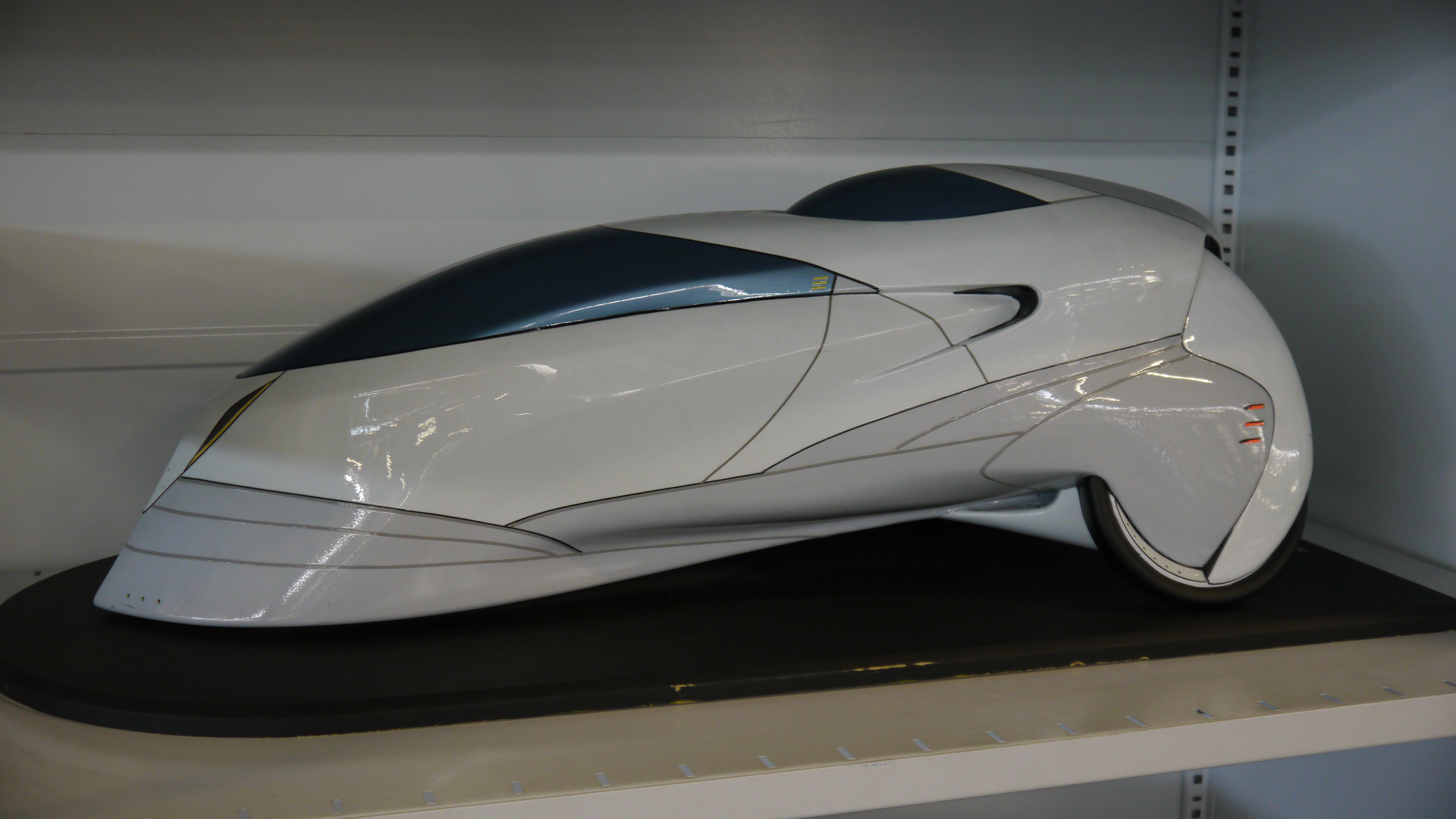
Une maquette de prototype (des années 2000 ?)